# Pachyramphus
Pachyramphus (bekardes) is een geslacht van zangvogels uit de familie Tityridae. De wetenschappelijke naam Pachyramphus is in 1840 geldig beschreven door de Engelse natuuronderzoeker George Robert Gray. De geslachtsnaam is ontleend aan het  Oudgriekse woord pachys (dik) en ramphus (snavel). De Nederlandse naam  bekarde komt uit het Frans en is bedacht in de 18e eeuw door Georges-Louis Leclerc de Buffon en afgeleid van bec (snavel) met het bijvoeglijke achtervoegsel -ard.

## Kenmerken
De vogels uit dit geslacht zijn middelgroot met een lengte van 13 tot 18,5 cm. Ze hebben een relatief grote kop en een brede snavel. Ze vertonen opvallend gedrag; ze komen voor in bossen en aan bosranden, meestal in de onderste lagen van het bos. Bij de meeste soorten is er een verschil in verenkleed tussen man en vrouw (seksuele dimorfie).

## Soorten
Het geslacht kent de volgende soorten:
- Pachyramphus aglaiae  – grote bekarde
- Pachyramphus albogriseus  – eksterbekarde
- Pachyramphus castaneus  – kastanjebekarde
- Pachyramphus cinnamomeus  – kaneelbekarde
- Pachyramphus homochrous  – vale bekarde
- Pachyramphus major  – Mexicaanse bekarde
- Pachyramphus marginatus  – zwartkapbekarde
- Pachyramphus minor  – roodkeelbekarde
- Pachyramphus niger  – Jamaicaanse bekarde
- Pachyramphus polychopterus  – witvleugelbekarde
- Pachyramphus rufus  – grijze bekarde
- Pachyramphus salvini  – cryptische bekarde
- Pachyramphus spodiurus  – leikleurige bekarde
- Pachyramphus surinamus  – cayennebekarde
- Pachyramphus validus  – kuifbekarde
- Pachyramphus versicolor  – gebandeerde bekarde
- Pachyramphus viridis  – groenrugbekarde
- Pachyramphus xanthogenys  – geelwangbekarde